# Лорд-протектор
Лорд-протектор е специфично положение на регент на титулярния монарх на Англия и Шотландия, е равносилно на неформален държавен глава, с всичките произтичащи от това права.

## Регенти на Англия
| портрет | име                                    | роден             | протекторат                                                                                         | причина | починал           | владетел           |
| ------- | -------------------------------------- | ----------------- | --------------------------------------------------------------------------------------------------- | --- | ----------------- | ------------------ |
|         | Джон, херцог на Бедфорд                | 20 юни 1389       | 5 декември 1422 - 6 ноември 1429                                                                    | брат на убития крал Хенри V и чичо на малолетния крал Хенри VI                                                   | 14 септември 1435 | Хенри VI Ланкастър |
|         | Хъмфри, херцог на Глостър              | 3 октомври 1390   | 5 декември 1422 - 6 ноември 1329                                                                    | брат на убития крал Хенри V и чичо на малолетния крал Хенри VI                                                   | 23 февруари 1447  | Хенри VI Ланкастър |
|         | Ричард, 3-ти херцог на Йорк            | 21 септември 1411 | 3 април 1354 - февруари 1455 19 ноември 1455 - 25 февруари 1456 30 октомври 1460 - 30 декември 1460 | Внук на краля Едуард III                                                                                         | 30 декември 1460  | Хенри VI Ланкастър |
|         | Ричард. херцог на Глостър              | 2 октомври 1452   | 3 април 1383 - 26 юни 1383 възкачва се на трона                                                     | Брат на починалия крал Едуард IV и чичо на малолетния крал Едуард V. Наследява го като крал под името Ричард III | 22 август 1485    | Едуард V Йорк      |
|         | Едуард Сиймур, 1-ви херцог на Съмърсет | около 1500        | 1547 - 1549                                                                                         | вуйчо на малолетния крал Едуард VI                                                                               | 22 януари 1552    | Едуард VI Тюдор    |

## Регенти на Шотландия
| портрет | име                             | роден         | протекторат                   | причина                               | починал        | владетел        |
| ------- | ------------------------------- | ------------- | ----------------------------- | ------------------------------------- | -------------- | --------------- |
|         | Джеймс Стюарт, херцог на Олбуни | 1481 или 1484 | 12 юли 1515 - 16 ноември 1524 | братовчед на малолетния крал Джеймс V | 26 юли 1536    | Джеймс V Стюарт |
|         | Джеймс Хамилтън, херцог на Аран | около 1516    | 3 януари 1543 - 12 април 1553 | наследник на малолетната кралица Мери | 22 януари 1575 | Мери I Стюарт   |

## Републикански протектори
Титлата Лорд-протектор носят регентите, станали държавен глава на Англия след отказа от престола на Чарлз I и екзекуцията му на 30 януари 1649 г. Периодът на бащата и сина Кромуел е период на въвеждане на републикански порядки в държавното устройство на Обединеното кралство (Англия, Ирландия и Шотландия):
| портрет | име            | роден           | протекторат                                     | причина                                                                                            | починал          | политическа принадлежност |
| ------- | -------------- | --------------- | ----------------------------------------------- | -------------------------------------------------------------------------------------------------- | ---------------- | ------------------------- |
|         | Оливър Кромуел | 25 април 1599   | 16 декември 1653 - 3 септември 1658             | водач от Гражданската война, водач на Армията на Новия Модел, поканен да заеме поста от Парламента | 3 септември 1658 | Ню Модъл Арми             |
|         | Ричард Кромуел | 4 октомври 1626 | 3 септември 1658 - 25 май 1659 (подава оставка) | син на Оливър Кромуел                                                                              | 17 юли 1712      | Ню Модъл Арми             |

Титлата престава да се използва по-късно и се заменя с титлата Принц-регент.